# حساب مجمد
الحساب المُجَمَّد في مجال الخدمات المصرفية، هو حساب مصرفي لا يمكن لصاحبه استخدامه إلا بموافقة طرف ثالث أو يمكن لكليهما استخدامه معًا. قد تطلب سلطات دولة من المهاجرين أو القادمين إليها كالطلاب أن يُنشئوا حسابًا مجمدًا ويضعوا فيه قدرًا من المال، ليثبت كفاءتهم المالية في الإنفاق على أنفسهم في أثناء فترة دراستهم أو عملهم.